# Mistrzostwa Związku Radzieckiego w skokach narciarskich
Mistrzostwa ZSRR w skokach narciarskich – zawody wyłaniające najlepszych zawodników uprawiających skoki narciarskie w ZSRR.
Impreza odbywała się w latach 1926–1991. Od 1970 zawody odbywały się na dwóch skoczniach: normalnej i dużej, natomiast w 1962 roku do programu zawodów dołączyły zawody drużynowe. W latach 1977–1985 organizowano również Mistrzostwa Związku Radzieckiego w lotach narciarskich.
W latach 1973–1987 odbywały się także letnie edycje mistrzostw.

## Zimowe mistrzostwa ZSRR

### Mężczyźni, indywidualnie
| Data      | Miejsce               | Złoty medal             | Srebrny medal           | Brązowy medal         | Źr.                   |                       |
| --------- | --------------------- | ----------------------- | ----------------------- | --------------------- | --------------------- | --------------------- |
| 1926      | Leningrad             | Wiaczesław Woronow      |                         |                       | [ 1 ]                 |                       |
| 1927      | Zawodów nie rozegrano | Zawodów nie rozegrano   | Zawodów nie rozegrano   | Zawodów nie rozegrano | Zawodów nie rozegrano | Zawodów nie rozegrano |
| 1928      | Moskwa                | K. Kempinen             |                         |                       | [ 1 ]                 |                       |
| 1929–1931 | Zawodów nie rozegrano | Zawodów nie rozegrano   | Zawodów nie rozegrano   | Zawodów nie rozegrano | Zawodów nie rozegrano | Zawodów nie rozegrano |
| 1932      | Swierdłowsk           | Pawieł Diemientjew      |                         |                       | [ 1 ]                 |                       |
| 1933      | Moskwa                | Wasilij Głasson         |                         |                       | [ 1 ]                 |                       |
| 1934      | Swierdłowsk           | Nikołaj Ałfierow        |                         |                       | [ 1 ]                 |                       |
| 1935      | Moskwa                | Nikołaj Ozolin          |                         |                       | [ 1 ]                 |                       |
| 1936      | Leningrad             | Pawieł Diemientjew      |                         |                       | [ 1 ]                 |                       |
| 1937      | Moskwa                | Władimir Kryłow         |                         |                       | [ 1 ]                 |                       |
| 1938      | Swierdłowsk           | Pawieł Diemientjew      | W. Charczenko           |                       | [ 1 ]                 |                       |
| 1939      | Swierdłowsk           | A. Dragunow             |                         |                       | [ 1 ]                 |                       |
| 1940      | Krasnojarsk           | Wiktor Andriejew        | Konstantin Kryłow       | M. Ebiel              | [ 1 ]                 |                       |
| 1941      | Leningrad             | Konstantin Kudriaszow   | Wiktor Andriejew        | N. Łauszkin           | [ 1 ]                 |                       |
| 1942–1943 | Zawodów nie rozegrano | Zawodów nie rozegrano   | Zawodów nie rozegrano   | Zawodów nie rozegrano | Zawodów nie rozegrano | Zawodów nie rozegrano |
| 1944      | Swierdłowsk           | Konstantin Kryłow       | P. Rodionow             | Michaił Chimiczew     | [ 1 ]                 |                       |
| 1945      | Swierdłowsk           | Boris Kustow            | Michaił Chimiczew       | K. Pawłow             | [ 1 ]                 |                       |
| 1946      | Swierdłowsk           | Konstantin Kudriaszow   | K. Pawłow               | Wiktor Andriejew      | [ 1 ]                 |                       |
| 1947      | Swierdłowsk           | Michaił Turkow          | Konstantin Kudriaszow   | Konstantin Kryłow     | [ 1 ]                 |                       |
| 1948      | Swierdłowsk           | Jurij Skworcow          | W. Tagilcew             | Michaił Turkow        | [ 1 ]                 |                       |
| 1949      | Swierdłowsk           | Jurij Skworcow          | Konstantin Kudriaszow   | W. Saprykin           | [ 1 ]                 |                       |
| 1950      | Kirow                 | W. Afanasjew            | Jewgienij Samochwałow   | Arkadij Worobjew      | [ 1 ]                 |                       |
| 1951      | Kirow                 | Jewgienij Samochwałow   | Jurij Skworcow          | P. Kostiukow          | [ 1 ]                 |                       |
| 1952      | Kirow                 | Jurij Skworcow          | Jewgienij Samochwałow   | B. Szenajew           | [ 1 ]                 |                       |
| 1953      | Moskwa                | Jurij Skworcow          | Nikołaj Kamienski       | N. Kopyłow            | [ 1 ]                 |                       |
| 1954      | Moskwa                | Konstantin Własow       | J. Grozin               | B. Szenajew           | [ 1 ]                 |                       |
| 1955      | Kirow                 | Nikołaj Szamow          | N. Trusow               | Nikołaj Kamienski     | [ 1 ]                 |                       |
| 1956      | Kirow                 | Koba Cakadze            | Nikołaj Szamow          | N. Gusakow            | [ 1 ]                 |                       |
| 1957      | Kawgołowo             | Nikołaj Kamienski       | Nikołaj Szamow          | N. Trusow             | [ 1 ]                 |                       |
| 1958      | Kawgołowo             | Rudolf Bykow            | Nikołaj Szamow          | Koba Cakadze          | [ 1 ]                 |                       |
| 1959      | Gorki                 | Stanisław Zacharow      | J. Zakolukin            | Jurij Zubariew        | [ 1 ]                 |                       |
| 1960      | Tomsk                 | Nikołaj Szamow          | Koba Cakadze            | Nikołaj Kamienski     | [ 1 ]                 |                       |
| 1961      | Kawgołowo             | Władimir Palczewski     | A. Szybajew             | S. Dwinskich          | [ 1 ]                 |                       |
| 1962      | Bakuriani             | Koba Cakadze            | J. Samsonow             | S. Dwinskich          | [ 1 ]                 |                       |
| 1963      | Tomsk                 | Nikołaj Kamienski       | Nikołaj Szamow          | A. Grippa             | [ 1 ]                 |                       |
| 1964      | Gorki                 | Jurij Zubariew          | Michaił Wierietiennikow | Piotr Kowalenko       | [ 1 ]                 |                       |
| 1965      | Gorki                 | Michaił Wierietiennikow | Aleksandr Iwannikow     | S. Dwinskich          | [ 1 ]                 |                       |
| 1966      | Swierdłowsk           | Walerij Emeljanow       | Nikołaj Jabłokow        | Piotr Kowalenko       | [ 1 ]                 |                       |
| 1967      | Gorki                 | Wiktor Kriukow          | Garij Napałkow          | Michaił Gawwa         | [ 1 ]                 |                       |
| 1968      | Gorki                 | Aleksandr Iwannikow     | Władimir Biełousow      | Jurij Zubariew        | [ 1 ]                 |                       |
| 1969      | Worochta              | Władimir Biełousow      | Koba Cakadze            | Anatolij Żegłanow     | [ 1 ]                 |                       |

### Mężczyźni, skocznia normalna
| Data | Miejsce               | Złoty medal           | Srebrny medal         | Brązowy medal         | Źr.                   |
| ---- | --------------------- | --------------------- | --------------------- | --------------------- | --------------------- |
| 1970 | Kawgołowo             | Garij Napałkow        | Anatolij Żegłanow     | Siergiej Zontow       | [ 1 ]                 |
| 1971 | Kirowsk               | Koba Cakadze          | Garij Napałkow        | Jurij Kalinin         | [ 1 ]                 |
| 1972 | Kirowsk               | Władimir Tiericzew    | Koba Cakadze          | G. Mienszykow         | [ 1 ]                 |
| 1973 | Kirowsk               | Jurij Kalinin         | B. Gołosow            | Wiktor Pirożkow       | [ 1 ]                 |
| 1974 | Bakuriani             | Michaił Gawwa         | Garij Napałkow        | Siergiej Suslikow     | [ 1 ]                 |
| 1975 | Kirowsk               | Aleksiej Borowitin    | Aleksandr Karapuzow   | Jurij Żylcow          | [ 1 ]                 |
| 1976 | Kirowsk               | Aleksandr Karapuzow   | Jurij Kalinin         | Garij Napałkow        | [ 1 ]                 |
| 1977 | Kirowsk               | Aleksiej Borowitin    | Jurij Iwanow          | Wasilij Sawin         | [ 1 ]                 |
| 1978 | Niżny Tagił           | Wiktor Pirożkow       | Siergiej Sajczik      | Władimir Czerniajew   | [ 1 ]                 |
| 1979 | Gorki                 | Aleksiej Borowitin    | Wasilij Sawin         | Jurij Iwanow          | [ 1 ]                 |
| 1980 | Swierdłowsk           | Andriej Szakirow      | Aleksiej Borowitin    | Władimir Własow       | [ 1 ]                 |
| 1981 | Gorki                 | Władimir Czerniajew   | Aleksiej Borowitin    | Piotr Sunin           | [ 1 ]                 |
| 1982 | Krasnojarsk           | Andriej Szakirow      | Igor Morozow          | Władimir Czerniajew   | [ 1 ]                 |
| 1983 | Zawodów nie rozegrano | Zawodów nie rozegrano | Zawodów nie rozegrano | Zawodów nie rozegrano | Zawodów nie rozegrano |
| 1984 | Niżny Tagił           | Wasilij Sawin         | Jurij Gołowszczikow   | Giennadij Prokopienko | [ 1 ]                 |
| 1985 | Worochta              | Oleg Sierow           | Leonid Komarow        | Siergiej Oziernych    | [ 1 ]                 |
| 1986 | Bakuriani             | Siergiej Oziernych    | Władimir Czerniajew   | Leonid Komarow        | [ 1 ]                 |
| 1987 | Skole                 | Siergiej Bryzgałow    | Wadim Zacharow        | Jurij Gołowszczikow   | [ 1 ]                 |
| 1988 | Skole                 | Michaił Jesin         | Eduard Subocz         | Walerij Karietnikow   | [ 1 ]                 |
| 1989 | Skole                 | Michaił Jesin         | Andriej Wierwiejkin   | Dionis Wodniew        | [ 1 ]                 |
| 1990 | Skole                 | Dionis Wodniew        | Aleksandr Taranow     | Siergiej Czumak       | [ 1 ]                 |
| 1991 | Skole                 | Dionis Wodniew        | Jurij Dudariew        | Walerij Karietnikow   | [ 1 ]                 |

### Mężczyźni, skocznia duża
| Data     | Miejsce        | Złoty medal                      | Srebrny medal         | Brązowy medal           | Źr.   |
| -------- | -------------- | -------------------------------- | --------------------- | ----------------------- | ----- |
| 1970     | Gorki          | Garij Napałkow                   | Anatolij Żegłanow     | Michaił Wierietiennikow | [ 1 ] |
| 1971     | Gorki          | Władimir Smirnow                 | Anatolij Żegłanow     | Garij Napałkow          | [ 1 ] |
| 1972     | Bakuriani      | Anatolij Żegłanow                | Koba Cakadze          | W. Gałuszyn             | [ 1 ] |
| 1973     | Bakuriani      | Siergiej Boczkow                 | Siergiej Zontow       | Jurij Kalinin           | [ 1 ] |
| 1974     | Bakuriani      | Anatolij Żegłanow                | Władimir Klepacki     | Jurij Iwanow            | [ 1 ] |
| 1975     | Gorki          | Michaił Wierietiennikow          | Jurij Żylcow          | Siergiej Suslikow       | [ 1 ] |
| 1976     | Niżny Tagił    | Aleksandr Karapuzow              | Siergiej Sajczik      | Aleksiej Borowitin      | [ 1 ] |
| 1977     | Niżny Tagił    | Siergiej Sajczik                 | Jurij Iwanow          | Aleksiej Borowitin      | [ 1 ] |
| 1978     | Niżny Tagił    | Władimir Czerniajew              | Wasilij Sawin         | Władimir Własow         | [ 1 ] |
| 1979     | Gorki          | Aleksiej Borowitin               | Wasilij Sawin         | Siergiej Sajczik        | [ 1 ] |
| 1980     | Niżny Tagił    | Jurij Kartaszow                  | Dmitrij Gromow        | Wasilij Sawin           | [ 1 ] |
| 1981     | Niżny Tagił    | Władimir Czerniajew              | Piotr Sunin           | Jurij Iwanow            | [ 1 ] |
| 1982     | Krasnojarsk    | Wasilij Sawin                    | Giennadij Prokopienko | Igor Morozow            | [ 1 ] |
| 1983 (1) | Krasnojarsk    | Oleg Sierow                      | Jurij Gołowszczikow   | Piotr Sunin             | [ 1 ] |
| 1983 (2) | Krasnojarsk    | Oleg Sierow                      | Jurij Gołowszczikow   | Piotr Sunin             | [ 1 ] |
| 1984     | Niżny Tagił    | Jurij Gołowszczikow              | Giennadij Prokopienko | Siergiej Sajczik        | [ 1 ] |
| 1985     | Niżny Tagił    | Pawieł Kustow                    | Jewgienij Waszurin    | Walerij Karietnikow     | [ 1 ] |
| 1986     | Krasnojarsk    | Wadim Zacharow                   | Walerij Karietnikow   | Andriej Wierwiejkin     | [ 1 ] |
| 1987     | Skole          | Wadim Zacharow                   | Siergiej Bryzgałow    | Andriej Uchaniew        | [ 1 ] |
| 1988     | Skole          | Eduard Subocz                    | Andriej Uchaniew      | Pawieł Kustow           | [ 1 ] |
| 1989     | Skole          | Pawieł Kustow                    | Wałerij Wdowenko      | Andriej Wierwiejkin     | [ 1 ] |
| 1990     | Skole          | Kachaber Cakadze Siergiej Czumak | –                     | Dionis Wodniew          | [ 1 ] |
| 1991     | Niżny Nowogród | Andriej Wierwiejkin              | Michaił Jesin         | Jurij Dudariew          | [ 1 ] |

### Mężczyźni, loty narciarskie
| Data | Miejsce     | Złoty medal         | Źr.         |
| ---- | ----------- | ------------------- | ----------- |
| 1977 | Krasnojarsk | Aleksandr Karapuzow | [ 2 ]       |
| 1978 | Krasnojarsk | Wiktor Pirożkow     | [ 2 ]       |
| 1979 | Krasnojarsk | Siergiej Sajczik    | [ 2 ] [ 3 ] |
| 1980 | Krasnojarsk | Aleksandr Swiatow   | [ 2 ]       |
| 1981 | Krasnojarsk | Jurij Kalinin       | [ 2 ]       |
| 1982 | Krasnojarsk | Wadim Zacharow      | [ 2 ]       |
| 1983 | Krasnojarsk | Jurij Gołowszczikow | [ 2 ]       |
| 1984 | Krasnojarsk | Wadim Zacharow      | [ 2 ]       |
| 1985 | Krasnojarsk | Andriej Zagriażski  | [ 2 ]       |

### Mężczyźni, drużynowo
| Data      | Miejsce               | Złoty medal                                                                                | Srebrny medal                                                                                                  | Brązowy medal                                                                                   | Uwagi                 | Źr.                   |                       |
| --------- | --------------------- | ------------------------------------------------------------------------------------------ | --- | ----------------------------------------------------------------------------------------------- | --------------------- | --------------------- | --------------------- |
| 1962      | Bakuriani             | Moskwa                                                                                     | RFSRR | Gruzińska SRR                                                                                   | –                     | [ 1 ]                 |                       |
| 1963–1965 | Zawodów nie rozegrano | Zawodów nie rozegrano                                                                      | Zawodów nie rozegrano                                                                                          | Zawodów nie rozegrano                                                                           | Zawodów nie rozegrano | Zawodów nie rozegrano | Zawodów nie rozegrano |
| 1966      | Swierdłowsk           | Leningrad                                                                                  | O. gorkowski                                                                                                   | O. swierdłowski                                                                                 | –                     | [ 1 ]                 |                       |
| 1967      | Gorki                 | Dinamo M. Kokin S. Kołtygin Wiktor Kriukow J. Tiunow Michaił Gawwa                         | Woorużonnyje siły Anatolij Żegłanow Piotr Kowalenko Władimir Biełousow Aleksandr Iwannikow Jakow Korobiejnikow | Spartak W. Bałakin W. Jermołowicz Wiaczesław Klimienko Dmitrij Abramow Kuliczkow                | –                     | [ 1 ]                 |                       |
| 1968      | Gorki                 | Moskwa                                                                                     | Kirow | Gorki                                                                                           | –                     | [ 1 ]                 |                       |
| 1969      | Gorki                 | Trudowyje riezierwy Michaił Wierietiennikow                                                | Spartak | Dinamo                                                                                          | –                     | [ 1 ] [ 4 ]           |                       |
| 1970–1971 | Zawodów nie rozegrano | Zawodów nie rozegrano                                                                      | Zawodów nie rozegrano                                                                                          | Zawodów nie rozegrano                                                                           | Zawodów nie rozegrano | Zawodów nie rozegrano | Zawodów nie rozegrano |
| 1972      |                       | Trudowyje riezierwy                                                                        | Dinamo | Buriewiestnik                                                                                   | –                     | [ 1 ]                 |                       |
| 1973      | Zawodów nie rozegrano | Zawodów nie rozegrano                                                                      | Zawodów nie rozegrano                                                                                          | Zawodów nie rozegrano                                                                           | Zawodów nie rozegrano | Zawodów nie rozegrano | Zawodów nie rozegrano |
| 1974      | Bakuriani             | O. gorkowski                                                                               | Leningrad | O. kirowski                                                                                     | –                     | [ 1 ]                 |                       |
| 1975–1976 | Zawodów nie rozegrano | Zawodów nie rozegrano                                                                      | Zawodów nie rozegrano                                                                                          | Zawodów nie rozegrano                                                                           | Zawodów nie rozegrano | Zawodów nie rozegrano | Zawodów nie rozegrano |
| 1977      |                       | Dinamo                                                                                     | Woorużonnyje siły                                                                                              | Trudowyje riezierwy                                                                             | –                     | [ 1 ]                 |                       |
| 1978      | Niżny Tagił           | Leningrad                                                                                  | O. swierdłowski                                                                                                |                                                                                                 | –                     | [ 1 ]                 |                       |
| 1979      | Niżny Tagił           | Leningrad Władimir Własow Siergiej Sajczik Andriej Szakirow I. Riebrow Aleksandr Karapuzow | RSFSR–P | RSFSR–1                                                                                         | –                     | [ 1 ]                 |                       |
| 1980 (1)  | Swierdłowsk           | Zienit                                                                                     | Trudowyje Riezierwy                                                                                            | Spartak                                                                                         | [ a ]                 | [ 1 ]                 |                       |
| 1980 (2)  | Niżny Tagił           | Moskwa                                                                                     | Leningrad | Ałma-Ata                                                                                        | [ b ]                 | [ 1 ]                 |                       |
| 1981      | Niżny Tagił           | Dinamo                                                                                     | Woorużonnyje siły                                                                                              | Spartak                                                                                         | –                     | [ 1 ]                 |                       |
| 1982      | Krasnojarsk           | RSFSR Wadim Zacharow Walerij Karietnikow Siergiej Muchin Siergiej Rodionow                 | Kazachska SRR Siergiej Byczkow Siergiej Oziernych Władimir Czerniajew A. Czerniajew                            | RSFSR–U1 Jurij Iwanow N. Truchow D. Chabirow M. Aminow                                          | –                     | [ 1 ]                 |                       |
| 1983      | Niżny Tagił           | Buriewiestnik                                                                              | Woorużennyje Siły                                                                                              | Dinamo                                                                                          | –                     | [ 1 ]                 |                       |
| 1984      | Zawodów nie rozegrano | Zawodów nie rozegrano                                                                      | Zawodów nie rozegrano                                                                                          | Zawodów nie rozegrano                                                                           | Zawodów nie rozegrano | Zawodów nie rozegrano |                       |
| 1985 (1)  | Niżny Tagił           | RSFSR-1 Pawieł Kustow Walerij Karietnikow Wadim Zacharow Siergiej Muchin                   | Kazachska SRR Siergiej Bryzgałow Aleksandr Taranow Siergiej Oziernych Władimir Czerniajew                      | RSFSR-3 Aleksandr Łaks Piotr Sunin Władimir Chiendogin Leonid Komarow                           | [ a ]                 | [ 1 ]                 |                       |
| 1985 (2)  | Niżny Tagił           | RSFSR-1 Pawieł Kustow Walerij Karietnikow Wadim Zacharow Siergiej Muchin                   | Kazachska SRR Władimir Czerniajew Siergiej Bryzgałow Aleksandr Taranow Siergiej Oziernych                      | RSFSR-Sz Dmitrij Owczinnikow Piotr Sunin A. Bobkow Oleg Snalin                                  | [ b ]                 | [ 1 ]                 |                       |
| 1986 (1)  | Jużnosachalińsk       | Gorki Wadim Zacharow P. Gałaktionow Andriej Uchaniew Pawieł Kustow Walerij Karietnikow     | Kazachska SRR Andriej Wierwiejkin Władimir Czerniajew Aleksandr Taranow Siergiej Bryzgałow Siergiej Oziernych  | RSFSR Oleg Snalin Jewgienij Waszurin Michaił Jesin Leonid Komarow                               | [ a ]                 | [ 1 ]                 |                       |
| 1986 (2)  | Jużnosachalińsk       | Gorki Pawieł Kustow Wadim Zacharow Walerij Karietnikow P. Gałaktionow Andriej Uchaniew     | Kazachska SRR Siergiej Oziernych Andriej Wierwiejkin Władimir Czerniajew Siergiej BryzgałowAleksandr Taranow   | RSFSR Giennadij Prokopienko Leonid Komarow Jewgienij Waszurin Michaił Jesin Władimir Chiendogin | [ b ]                 | [ 1 ]                 |                       |
| 1987      | Jużnosachalińsk       | Kazachska SRR Siergiej Oziernych Władimir Czerniajew Andriej Wierwiejkin Aleksandr Taranow | RSFSR–1 I. Kłyczkow Giennadij Prokopienko Jewgienij Waszurin Andriej Uchaniew                                  | RSFSR–P Aleksandr Łaks Siemion Kuzin Siergiej Jaruszewicz Eduard Subocz                         | –                     | [ 1 ]                 |                       |
| 1988      | Zawodów nie rozegrano | Zawodów nie rozegrano                                                                      | Zawodów nie rozegrano                                                                                          | Zawodów nie rozegrano                                                                           | Zawodów nie rozegrano | Zawodów nie rozegrano |                       |
| 1989      | Skole                 | Kazachska SRR Siergiej Bryzgałow Dionis Wodniew Aleksandr Taranow Andriej Wierwiejkin      | RSFSR–1 Siergiej Jaruszewicz Eduard Subocz Michaił Jesin Pawieł Kustow                                         | RSFSR–P A. Zienkin R. Galijew Jewgienij Waszurin Andriej Uchaniew                               | –                     | [ 1 ]                 |                       |
| 1990      | Skole                 | Kazachska SRR Aleksandr Taranow Dionis Wodniew Siergiej Bryzgałow Siergiej Oziernych       | Ukraińska SRR Dmytro Proswirnin Wałerij Wdowenko Wasyl Hrybowycz W. Chomicz                                    | O. gorkowski Walerij Karietnikow A. Szypownikow Grigorij Zabiegałow A. Kumaniew                 | –                     | [ 1 ]                 |                       |
| 1991      | Niżny Nowogród        | RSFSR–1 Siergiej Michiejew Jurij Dudariew Pawieł Kustow Michaił Jesin                      | Kazachska SRR                                                                                                  | Ukrainska SRR                                                                                   | –                     | [ 1 ]                 |                       |

## Letnie mistrzostwa ZSRR

### Mężczyźni, indywidualnie
| Data | Miejsce               | Złoty medal           | Srebrny medal         | Brązowy medal         | Uwagi                 | Źr.                   |
| ---- | --------------------- | --------------------- | --------------------- | --------------------- | --------------------- | --------------------- |
| 1973 | Kawgołowo             | Aleksandr Kalinin     | Jurij Kalinin         | Siergiej Janin        | –                     | [ 1 ]                 |
| 1974 | Zawodów nie rozegrano | Zawodów nie rozegrano | Zawodów nie rozegrano | Zawodów nie rozegrano | Zawodów nie rozegrano | Zawodów nie rozegrano |
| 1975 | Kawgołowo             | Aleksandr Karapuzow   | Siergiej Suslikow     | Aleksiej Borowitin    | –                     | [ 1 ]                 |
| 1976 |                       | Aleksandr Karapuzow   | Jurij Iwanow          | Jurij Kalinin         | –                     | [ 1 ]                 |
| 1977 | Otepää                | Aleksiej Borowitin    | Jurij Iwanow          | Wasilij Sawin         | –                     | [ 1 ]                 |
| 1978 | Kawgołowo             | Siergiej Bryzgałow    | Siergiej Sajczik      | Jurij Kalinin         | –                     | [ 1 ]                 |
| 1979 | Gorki                 | Aleksiej Borowitin    | Wasilij Sawin         | Władimir Czerniajew   | –                     | [ 1 ]                 |
| 1980 | Gorki                 | Siergiej Sajczik      | Piotr Sunin           | Andriej Szakirow      | –                     | [ 1 ]                 |
| 1981 | Gorki                 | Andriej Szakirow      | Siergiej Muchin       | Igor Morozow          | –                     | [ 1 ]                 |
| 1982 | Gorki                 | Siergiej Muchin       | Władimir Czerniajew   | Aleksiej Borowitin    | –                     | [ 1 ]                 |
| 1983 | Worochta              | Władimir Czerniajew   | Wasilij Sawin         | Piotr Sunin           | –                     | [ 1 ]                 |
| 1984 | Skole                 | Władimir Czerniajew   | Siergiej Oziernych    | Andriej Wierwiejkin   | –                     | [ 1 ]                 |
| 1985 | Worochta              | Wadim Zacharow        | Walerij Karietnikow   | Oleg Sierow           | –                     | [ 1 ]                 |
| 1986 |                       | Pawieł Kustow         | Andriej Uchaniew      | Aleksandr Taranow     | –                     | [ 1 ]                 |
| 1987 | Worochta              | Jens Weißflog         | Andriej Wierwiejkin   | Ulf Findeisen         | [ c ]                 | [ 1 ]                 |